# Rim Dzsongsim
Rim Dzsongsim (hangul: 림정심, handzsa: 林貞心, RR: Rim Jong-sim; 1993. február 5. –) észak-koreai súlyemelőnő, kétszeres olimpiai bajnok.

## Sportpályafutása
A 2012-es londoni olimpiai játékokon aranyérmes lett a 69 kg-os kategóriában, négy évvel később pedig Rióban szintén aranyérmet nyert a 75 kg-os kategóriában.